# 1981

## أحداث
- فبراير: نهاية حصار حلب 1980 والذي بدأ في 1 أبريل 1980.
- 27 سبتمبر: نهاية حصار عبادان والذي بدأ في 6 نوفمبر 1980.

### يناير
- 1 يناير - اليونان تنضم للسوق الأوروبية المشتركة، التي أصبحت فيما بعد الاتحاد الأوروبي.[1]
- 1 يناير - الرئيس السنغالي ليوبولد سنغور وهو أول رئيس للبلاد منذ نيلها لاستقلالها عام 1960، يصبح أول رئيس أفريقي يتقاعد طواعيةً مستقيلاً ليخلفه نائبه عبدو ضيوف.[2]
- 1 يناير - بالاو تصبح إقليماً متمتعاً بالحكم الذاتي.
- 2 يناير - انتهاء أحد أكبر التحقيقات التي أجرتها الشرطة البريطانية بعد اعتقال القاتل المتسلسل بيتر ساتكليف في مدينة شفيلد الواقعة بمقاطعة جنوب يوركشير.
- 3 يناير - اغتيال قائد العمال السلفادوري خوسيه رودولفو فييرا مع ممثلين أمريكيين في فندق الشيراتون بالعاصمة سان سلفادور على يد عضوين من الحرس الوطني السلفادوري.[3]
- 5 يناير - إيران تشن أول هجوم مضاد بعد غزو العراق لأراضيها تحت مسمى عملية نصر في الحرب العراقية الإيرانية حيث قامت بتجميع قواتها في مدينة الخفاجية الحدودية، لتتمكن بعد مضي 18 شهر من إخراج القوات العراقية من الأراضي الإيرانية.[4]
- 6 يناير - إعلان دمج كل من ليبيا وتشاد في طرابلس من قبل الزعيم الليبي معمر القذافي وضيفه الرئيس كوكوني عويدي الذي وصل إلى سدة الحكم في تشاد بمساعدة 4,000 عسكري ليبي.[5] ودفع ضم القذافي لتشاد إلى تدخل منظمة الوحدة الأفريقية التي تمكنت بمساعدة فرنسا من الدفع تجاه انسحاب قوات القذافي سلمياً وإلغاء خطة دمج البلدين المجاورين.[6]
- 19 يناير - الولايات المتحدة والمسؤولين الإيرانيين على توقيع اتفاق للإفراج عن الرهائن الأميركيين بعد 14 شهرا من الاعتقال.
- 20 يناير - رونالد ريغان يخلف جيمي كارتر، ويصبح الرئيس الأربعين للولايات المتحدة. وبعدها بدقائق، إيران تطلق سراح الرهائن الأميركيين بعد 444 يوما من الاعتقال.

### فبراير
- 4 فبراير - غرو هارلم برونتلاند تصبح رئيسة وزراء النرويج.
- 14 فبراير - أستراليا تسحب الاعتراف من نظام بول بوت في كمبوديا.
- 23 فبراير - انقلاب فاشل في إسبانيا
- 24 فبراير - زلزال يضرب اثينا بقوة 6.7 درجة، قتل 16 شخصا، وجرح الآلاف وتدمير العديد من المباني.

### مارس
- 1 مارس - بوبي ساندز، عضو الجيش الجمهوري الايرلندي يبدأ إضرابا عن الطعام احتجاجا على الوضع السياسي في سجن لونج كيش (توفي في 5 مايو).
- 11 مارس - الرئيس الشيلي أوغستو بينوشيه يؤدي اليمين لفترة رئاسة لمدة 8 سنوات.
- 30 مارس - إطلاق النار على الرئيس الأمريكي رونالد ريجان.

### أبريل
- 24 أبريل - الانتخابات الرئاسية في فرنسا الجولة الأول التي تسفر عن إعادة بين فرانسوا ميتران وفاليري جيسكار ديستان.

### مايو
- 10 مايو - في الجولة الثانية للانتخابات الرئاسيه في فرنسا، فوز فرانسوا ميتران وهزيمة الرئيس فاليري جيسكار ديستان.
- 13 مايو - بابا الفاتيكان يوحنا بولس الثاني يتعرض لمحاولة اغتيال عن طريق إطلاق النار على يد محمد على اغا التركي.
- 25 مايو - تأسيس مجلس التعاون لدول الخليج العربية بعضوية كل من البحرين والكويت وسلطنة عمان وقطر والمملكه العربية السعودية والعراق والإمارات العربية المتحدة.
- 30 مايو - اغتيال الرئيس البنغلاديشي ضياء الرحمن.

### يونيو
- 5 يونيو - تقارير مراكز مكافحة الأمراض واتقائها تفيد إصابة 5 من الرجال المثليين في لوس انجلوس كاليفورنيا بنوع نادر من الالتهاب الرئوي لا تظهر الا لدى من له جهاز مناعي ضعيف للغاية أول حالة لمرض نقص المناعة المكتسبة الذي عرف فيما بعد بالايدز في التاريخ.
- 7 يونيو - الطيران الإسرائيلي يقصف المفاعل النووي العراقي.
- 20 يونيو ـ إضراب عام بالمغرب شنته الكونفدرالية الديمقراطية للشغل المتأسسة في نومبر 1978. أسفر الإضراب عن مقتل العديد من النقابيين والمواطنين، كما أسفر عن اعتقال المئات من النقابيين، من بينهم الكاتب العام للمنظمة النقابية نوبير الأموي وثلاثة أعضاء من المكتب التنفيذي:محمد الأمراني، عبد الكبير بزاوي، وعبد الرحمان شناف، كما تم اهتفال عبد الله المستغفر الكاتب العام للنقابة الوطنية للتجار الصغار والمتوسطين، بالإضافة إلى ذلك تم إقحام الاتحاد الاشتراكي للقوات الشعبية، الحزب السياسي المعارض لسياسة المخزن بالمغرب، مما أدى إلى اعتقال مصطفى القرشاوي رئيس قسم التحرير بجريدة «المحرر»الناطقة باسم الحزب، ومحمد كرم، عضوا المكتب السياسي للحزب.
- 21 يونيو - مقتل الدكتور مصطفى تشمران فيزيائي وسياسي ومن مؤسسي حركة أمل اللبنانية وأول وزير دفاع إيراني بعد الثورة الإسلامية في الحرب العراقية الإيرانية.
- 27 يونيو - محاولة اغتيال علي خامنئي قائد الثورة الإسلامية في إيران من قبل حركة مجاهدي خلق ما أدت إلى بعض الإصابات في ذراعه وحباله الصوتية ورئته.
- 28 يونيو - وقوع عملية تفجير إرهابية في مقر الحزب الجمهوري الإسلامي في طهران، إيران، ما أسفرت عن مقتل 73 مسؤولاً بالحزب الجمهوري الإسلامي ومن بينهم قاضي القضاة آية الله محمد بهشتي.

### يوليو
- 10 يوليو - مهاتير محمد يصبح رئيس الوزراء الرابع لماليزيا.
- 29 يوليو - زواج أمير ويلز ولي عهد بريطانيا الأمير تشارلز من الأميرة ديانا.

### أغسطس
- 1 أغسطس - تم إطلاق قناة إم تي في.
- 19 أغسطس - حادثة خليج سرت (1981) : الزعيم الليبي معمر القذافي يبعث 2 سوخوي سو - 22 مقاتلة نفاثه لتقوم باعتراض 2 من المقاتلات الأمريكية فوق خليج سرت.الطائرات الأمريكية تدمر الطائرات الليبيين.
- 28 أغسطس - اقتحام قوات جمهورية جنوب أفريقيا لدولة انغولا.
- 30 أغسطس - انفجار في مبنى مجلس الوزراء الإيراني في طهران يودي بحياة الرئيس محمد علي رجائي ورئيس الوزراء محمد جواد باهنر.

### سبتمبر
- 5 سبتمبر - أصدر أنور السادات قرارات باعتقال جميع القيادات السياسية والصحفية والدينية والطلابية بجميع انتماءاتها ومراكزها وأعمارها (وكان عدد الذين إعتقلو 1530 شخص)، وإغلاق كل الصحف غير الحكومية، وقد أسمت المعارضة هذه القرارات بقرارات سبتمبر السوداء.
- 18 سبتمبر - فرنسا تلغي عقوبة الإعدام.

### أكتوبر
- 6 أكتوبر - اغتيال الرئيس المصري السادات على يد خالد الإسلامبولي. انظر اغتيال محمد أنور السادات.
- 14 أكتوبر - تولي حسني مبارك رئاسة مصر.
- 16 أكتوبر - انفجار في منجم للفحم في يوباري، هوكايدو يودي بحياة 93 شخص.
- 16 أكتوبر - وفاة موشي ديان متأثراً بسرطان القولون في مدينة تل أبيب ودفن في «ناهال» حيث نشأ.
- 21 أكتوبر - أندرياس باباندريو يصبح رئيس وزراء اليونان.

### نوفمبر
- 1 نوفمبر - أنتيغوا وباربودا تنال استقلالها من المملكة المتحدة

### ديسمبر
- 15 ديسمبر - سيارة مفخخة تدمر السفارة العراقية في بيروت، لبنان، فقتل 61 شخصا. اللوم يوجه إلى المخابرات السورية.

## مواليد
- آنا كورنيكوفا
- آيرينيوز جيلين
- أحمد البلوشي
- أحمد الريش
- أحمد عبد الغني
- أحمد مناجد
- أدريانا ليما
- أدريتو والديمار
- أرتور مورايس
- أريتز أدوريز
- أسيير دل هورنو
- أكمل رضال أحمد راخلي
- تركي آل الشيخ
- ألان بينت
- ألساندرو غامبيريني
- ألكساندر هليب
- ألكسيس بلدل
- ألو ديارا
- أليساندرو بوديل
- أليشيا كيز
- أمريتا أرورا
- أمريتا راو
- أمير حسين صديقي
- أميرة المضحي
- أمين الرباطي
- أناستازيا ميسكينا
- أنتونيو توبانغو
- أنتونيو لوبيز
- أنجليو بالومبو
- أنجيل لوبيز
- أندرسون لويز دي كارفاليو
- أندرو جونسون (لاعب)
- أندري أرشافين
- أندريا بارزالي
- أندريا دوسينا
- أندرياس إيزاكسون
- أندريه دياز
- أوريول لوزانو
- أوسازي أوديموينغي
- أوسكار سيرانو رودريغيز
- أوسكار مينامبريس
- أوليفيا
- أوليفييه سورين
- أوموربيك بسارباييف
- أوين هارغريفز
- أي نوناكا
- إبراهيما سونكو
- إدوارد ستانكيو
- إدواردو غونكالفيس دي أوليفيرا
- إدواردو فيرناندو بيريرا غوميز
- إريك دجيمبا دجيمبا
- إسحاق بواكيه
- إسراء عبد الفتاح
- إلفيس أبروتشاتو
- إليجاه وود
- إميلي دي رافن
- إميليانو موريتي
- إندرا بوترا
- إيبي سمولاريك
- إيجور كونيتسين
- إيدن ريجل
- إيفان رايتشيتش
- إيفان نافارو باستور
- إيفانكا ترامب
- إيلاري بلازي
- إيلانو
- إيلسون
- إيلينا ديمنتييفا
- إيما شاه
- إيورثون
- اندريه ارشافين
- ايمي لي
- بابلو إيبانيز
- بابلو سيسيليا
- باتريس إيفرا
- باتريك كيسنوربو
- باتريك متيليغا
- بارك جي سونغ
- باسكال بيرينجير
- باسكال فيندونو
- باكاري كوني
- باول إيسولا
- باول كودريا
- باولو كانافارو
- بدر القدوري
- برونو ألفيز
- بريتني سبيرز
- بريدي هانغيلاند
- بشار العاشور
- بن سيغموند
- بنجامين أوليفيراس
- بنيامين بيكر
- بوبي زامورا
- بوتيتو ستاراشي
- بورخا فيرنانديز
- بول كونشيسكي
- بيتر كراوتش
- بيدرو ريوس
- بيدرو كاماتا
- بيرنار ميندي
- بينوا تشيرو
- بيونسي نولز
- تاماس هاينال
- تايتوس برامبل
- ترافيس ويلينغهام
- تشو جاي جين
- تشيرو كابوانو
- تشينغ سيو واي
- توربين ماركس
- توم هرندل
- توماس برويتش
- تومي بيتشمان
- توني مورال
- توني هيبرت
- تياغو مينديز
- تيري أسكيون
- تيم براون
- تيم فيسه
- تيمو أوتشس
- تيمور كابادزه
- ثروت جيتن
- جان باسكال ميغنيت
- جانلوكا بيغولو
- جبريل سيسي
- جراح العتيقي
- جستن تيمبرلك
- جلويد سامويل
- جمعان الجمعان
- جو كول
- جواو باولو أندراد
- جورج ريبيرو
- جورج مكارتني
- جوركاس سيتاريديس
- جوزيبي سكولي
- جوزيف جوردون-ليفيت
- جوش غروبان
- جوليا ستايلس
- جوليو باتيستا
- جوليو ملياتشو
- جون أوشي
- جون بنتسيل
- جون فافرو
- جون وايت
- جوناثان سانتانا
- جيامبييرو بينزي
- جيرمان دينيس
- جيرمين جونز
- جيسيكا ألبا
- جيني دالمان
- جينيفر تيسدال
- حسام غالي
- حسين ناصر ميرزا
- حياة الياقوت
- خالد عزيز
- خالد ليموتشيا
- خايمي فالديز
- خواكين سانشيز
- خوان بابلو غوزمان
- خوسيه مانويل خيمينيز أورتيز
- خوليو أرسا
- خوليو ألفاريز
- دارين حدشيتي
- دافيد فيا
- دافيدي سوتشي
- دافيدي مارتشيني
- دالي
- داني أودموشوك
- داني ويبر
- دانييل برانيتش
- دانييل غيغاس
- دانييلي فيكانيا
- دايسوكي ماتسوي
- دوادا جابي
- ديفيد أندرز
- ديفيد غارسيا دي لا كروز
- ديما بيلان
- ديميتار برباتوف
- ديميتريوس سالبيغيديس
- ديودون مونونغو
- دييغو كولوتو
- دييغو لوبيز
- دييغو هارتفايلد
- راؤول برافو
- رازفان رات
- رولا حيدر ، إعلامية سورية.
- رافال موراوسكي
- رامي مالك
- رايتشل بيلسن
- رجاء عبد الله الصانع
- روب فريند
- روبن داريو بوستوس
- روبي (مغنية)
- روبيرتو غوانا
- روبين غارسيا
- رود فاني
- روزانا
- روكي سانتا كروز
- رولاند لينز
- رومان بافليوتشينكو
- رومان شيروكوف
- رونالد رالديس
- رويل بروفيرز
- ريتشارد غارسيا
- ريغا مصطفى
- ريكاردو كوستا
- ريمي أديكو
- رينا ساتو
- رينكو كيكوتشي
- ريوتشي مايدا
- زائينال عريف
- زلاتان إبراهيموفتش
- زهانغ شاوي
- زهانغ ياوكون
- زوراب كيزانيشفيلي
- زونغ لي
- سعود المزيعل
- سارايوت تشايكامدي
- سام ريكيتس
- ستيف غوهوري
- ستيفان ريزينغر
- ستيفان لوبوي
- ستيفن ريد
- ستيفن هنت
- ستيفن وارنوك
- سليم بن عاشور
- سليم تيبر
- سليم علاء الدين
- سليمان يولا
- سمر غلو
- سون داي هو
- سيباستيان إغورين
- سيباستيان روديت
- سيباستياو جيلبرتو
- سيد محمد صالحي
- سيدريك فيستون
- سيدريك كاراسو
- سيدني بلاتجيس
- سيدونودي أبوتا
- سيرجيو فلوتشاري
- سيرينا ويليامز
- سيزار ديلغادو
- سيف غزال
- سيلفان مونسورو
- سيموني ديل نيرو
- سينا ميلير
- شابي ألونسو
- شاهد كابور
- شاين شميلتز
- شذى حسون
- شهاب كنكوني
- شولا أميوبي
- شون رايت فيليبس
- صالح مهدي
- صامويل إيتو
- صقر خضير
- عبد الرحمن الموسى
- عبد القادر العيفاوي
- عبد القادر كيتا
- عبد الله نهار
- عبد الناصر محمد أحمد صليل
- عدلان بن سعيد
- عدي طالب
- علاء الدين يحيى
- علي الحبسي
- علي الزيتوني
- علي كنكوني
- عمر كالابان
- غائيل جيفيت
- غابي مودنغاي
- غاريث باري
- غاي ديميل
- غايل دانيك
- غراهام ستاك
- غريغوري فينيال
- غوخان زان
- غوركا إرايزوز
- غولييلمو ستينداردو
- فابيو روتشيمباك
- فالميرو لوبيس روتشا
- فانجيليس موراس
- فرانشيسكو بينوسي
- فرانشيسكو تشاردينا
- فرانشيسكو خوسيه مالدونادو
- فرانشيسكو خيسوس بيريز ماليا
- فرانك سينيورينو
- فرانكو سوسا
- فرمان أوتينا
- فرناندو ألونسو
- فريدريك مندي
- فهد الحريري
- فهد الشمري
- فودي مانساري
- فيديريكو بالزاريتي
- فيرناندو مينيغازو
- فيسينتي رودريغيز
- فيكتور سيمويز
- فيليب دي سوزا كامبوس
- فيليبو فولاندري
- فيليبي ماسا
- فيليسي بيكولو
- قصي منير
- كارلوس كويلار
- كانغا أكالي
- كاو يانغ
- كريس إيفانز
- كريس كيركلاند
- كريس كيلن
- كريستوفر هيميروث
- كريستيان بليس
- كريستيان ريموندي
- كريستيان زاكاردو
- كريغ دايفد
- كريم بن يمينة
- كلاوديمير جيرونيمو باريتو
- كليبر سانتانا
- كو بو
- كواك تاي هوي
- كولو توريه
- كييتا سوزوكي
- لا فوين
- لاما (لاعب كرة قدم)
- لعربي حسني
- لوتشو غونزاليز
- لوتشيانو فيغويروا
- لورا بايلي
- لوكاس غارغولا
- لوكاس فينترا
- لوكاس ماتياس ليتشت
- لوكي ويلكشاير
- لويجي لافيتشيا
- لويزاو
- لويس غارسيا فيرنانديز
- لي تشون سو
- ليام لورينس
- ليتون هيووت
- ليو بيرتوس
- ليون أوسمان
- ليوناردو تالامونتي
- محمد جبارة
- مات موراي
- ماتيو بريغي
- ماثيو إثرينغتون
- ماثيو بيدا
- ماثيو تايلور
- ماثيو تشالمي
- ماثيو ديلبيير
- مارك بفيرتزل
- ماركو بابيتش
- ماركو ستريلر
- ماركوس هوريسون
- ماريا جواو
- ماريانو غونزاليس
- ماريك ماتيوفسكي
- ماريو ألبيرتو سانتانا
- ماريو إيغيمان
- ماريوس ستانكيفيشيوس
- ماريوس نيكولاي
- ماسيمو دوناتي
- ماكسيمليانو رودريغيز
- مالك معاذ
- ماليكا شيرويت
- مانويل غاسبار هارو
- ماي ناكاهارا
- مايك فرانز
- مايكل بواشامب
- مايكل كاريك
- مايكون
- محمد المولدي حسن
- محمد جراغ
- محمد حبيل
- محمد صبحي (لاعب كرة قدم)
- محمد صقر
- محمد فضل
- محمد فهاد
- محمد محسن أبو جريشة
- محمد نور حفيظ
- محمدو ديارا
- محمود بوشهري
- مساعد عبد الله
- ملادن بيتريتش
- منة شلبي
- منصف زرقا
- مورتن بيدرسن
- موسى كوليبالي
- موموني داغانو
- مويسيس هورتادو
- ميرل رادوي
- ميشيل مكول
- ميغيل أنغيل غارسيا بيريز رولدان
- ميكائيل دورسن
- ميكائيل فورسيل
- ميلان باروش
- ناتالي بورتمان
- ناجي سعيد الشوشان
- ناسيف موريس
- ناصر غازي
- ناهد شريف
- نبيل باها
- نهى رشدي
- نواف الحميدان
- نواف الخالدي
- نواف مبارك
- نوربيرتو موريتو
- نيك كارل
- نيكولا ليغروتالي
- نيكولاس بليستان
- نيكولاس بورديسو
- نيكولاس بويديبويس
- نيكولاس بينيتو
- نيكولاي دافيدينكو
- نيكي شوري
- نيمانيا فيديتش
- هادي عقيلي
- هاشم بن الحسين
- هانو باليتش
- هايدن كرستنسين
- هشام بوشروان
- هشام شعبان
- هوار ملا محمد
- هوريلهو غوميز
- هومبيرتو سوازو
- هيرمان هريدارسون
- هيكل قمامدية
- وانغ دونغ
- وسيم يوسف
- وسام حمام
- وسام رزق
- وسيم عبد المجيد
- ولكان ديميريل
- وليد الرجاء
- وليد بن عرفة
- وو ويان
- ياسين بزاز
- ياسين عبد الصادقي
- يان بنيتو
- يان بولاك
- يان دوريكا
- يانغ جون
- يزيد قيسي
- يعقوب الأنصاري
- يوانيس أماناتيديس
- يوتشي كومانو
- يوسف العكشاوي
- يوكي أبي
- يونس الحسين الشيباني
- يوهان إلماندر
- يوهان غوميز
- يوهان هوتكور
- يوهان ويلاند
- ياسمين الخطيب
- ناصر يوسف السميط

### يناير
- 15 يناير - حجي ضيوف لاعب كرة قدم السنغالي.

### فبراير
- 17 فبراير - باريس هيلتون، وريثة سلسلة فنادق هيلتون.

### مارس
- 12 مارس - تشيوا سايتو, ممثلة أداء صوتي يابانية.

### يونيو
- 7 يونيو - إنزو فورتوني, ممثل أداء صوتي مكسيكي.

### أغسطس
8- أغسطس روجر فيدرير، لاعب التنس السويسري.

### سبتمبر
- 23 سبتمبر نتالي هورلر المغنية الرئيسية لفرقة الرقص الأوروبية كاسكادا.

## وفيات
- آرتشيبالد جوزيف كرونين
- أحمد رامي
- أحمد طوقان
- ألبرت شبير
- ألفريد جونج
- أوجينيو مونتالي
- أود هاسل
- إيلا تامبوسي غراسو
- باربارا وارد
- بدوي الجبل
- بوب مارلي
- بيتر هوخل
- بيل شانكلي
- بيلا غوتمان
- تيري فوكس
- حاج عبد الرحمان
- حميد فرنجية
- راشد بن حميد النعيمي
- رياض السنباطي
- ريتشارد أوكونور
- صالح اليوسفي
- صلاح عبد الصبور
- عبد الحسين دستغيب
- عبد الله النوري
- عبد الوهاب الكيالي
- عمر برادلي
- عمر خورشيد
- قحطان محمد الشعبي
- كلود أوكنلك
- كونستانتين رادوليسكو
- مارسيل بروير
- محمد عفيفي
- محمد علي دبوز
- محمد علي رجائي
- محمود فوزي باشا شابسوغ
- منير مراد
- موشيه دايان
- ميشيل باخوم
- ناصر العصيمي
- نعيم خضر
- هارولد يوري
- هانز فير
- هانس كريبس
- ويل ديورانت
- ويليام إف دين
- ويليام سارويان
- يحيى الطاهر عبد الله
- يوكاوا هيديكي
- روبرت إيثرنغتون، لاعب كرة قدم إنجليزي.
- جيمس إدوارد والش.

### يناير
- 17 يناير - عبد الله النوري، عالم دين سنة كويتي.

### يونيو
- 21 يونيو - مصطفى تشمران فيزيائي وسياسي وأول وزير دفاع إيراني بعد الثورة الإسلامية ومن مؤسسي حركة أمل اللبنانية.
- 28 يونيو - محمد بهشتي، عالم دين وسياسي شيعي إيراني ومؤسسي الحزب الجمهوري الإسلامي وكان رئيس السلطة القضائية ورئيس مجلس الثورة الإسلامية ومجلس الخبراء في إيران.

### أكتوبر
- 6 أكتوبر - أنور السادات، رئيس مصر والحاصل على جائزة نوبل للسلام (اغتيالاً) (ولد في 1918).

## جوائز عالمية

### جائزة نوبل
- في الفيزياء – السويدي كاي سيجبان والأمريكيان نيكولاس بلومبرجن وآرثر شاولو.
- في الكيمياء – الياباني كينيتشي فوكوي والأمريكي رولد هوفمان.
- في الطب – السويدي تورستن فيزل والأمريكيان روجر سبيري وديفيد هوبل.
- في الأدب – البريطاني إلياس كانيتي.
- في السلام – المفوضية العليا للأمم المتحدة لشؤون اللاجئين.
- في الإقتصاد – الأمريكي جيمس توبن.

### جائزة الملك فيصل العالمية
- في خدمة الإسلام – ملك السعودية خالد بن عبد العزيز آل سعود.
- في الدراسات الإسلامية – لم تمنح لأحد.
- في اللغة العربية والأدب – المصري عبد السلام محمد هارون.